# Carabus hungaricus
Carabus hungaricus је инсект из реда тврдокрилаца (Coleoptera) и породице трчуљака (Carabidae).

## Распрострањење
Ово је палеарктичка врста која настањује три већа подручја у Европи: А) Украјинске и руске степе, Б) Бугарску (мало изоловано подручје), и В) Карпатски Басен. У целом ареалу су станишта на којима се врста јавља фрагментирани, па су колоније изоловане. У Европи настањује Аустрију, Бугарску, Чешку, Мађарску, Молдавију, Румунију, средишњу и јужну Русију, Србију, Словачку и Украјину. У Србији су сви налази из Војводине.
То је типична степска врста која настањује пешчане и доломитске травнате површине. Већина колонија живи на кречњачким ливадама од Делиблатске пешчаре (Србија) кроз Банат (Србија, Румунија) и на пешчарама у Мађарској дуж Дунава све до Беча (Аустрија) и Јужне Моравске (Чешка).

## Статус заштите
Carabus hungaricus је наведен у Директиви о стаништима ЕУ као врста карактеристична за Панонску биогеографску регију. Он је у целом свом ареалу угрожен, а у појединим земљама готово ишчезао или крајње угрожен (Аустрија, Müller-Motzfeld 2004; Молдавија, Neculiseanu et al. 1999 : крајње угрожен). Све популације су већ веома фрагментиране и даља фрагментација би довела до опадања њихове бројности. Carabus hungaricus је наведен у Црвеној књизи Руске федерације (Ivanenko 1999) и украјинској Црвеној књизи (Serbaka 1994).